# Дэвис, Кэрин
Кэрин Дэвис (англ. Caryn Davies; род. 14 апреля 1982, Итака, Нью-Йорк) — американская гребчиха, выступавшая за сборную США по академической гребле в период 1999—2012 годов. Двукратная олимпийская чемпионка, четырёхкратная чемпионка мира, победительница многих регат национального и международного значения.

## Биография
Кэрин Дэвис родилась 14 апреля 1982 года в городе Итака, штат Нью-Йорк. Заниматься академической греблей начала в возрасте 12 лет в местном клубе Cascadilla Boat Club, позже состояла в гребных клубах Гарвардского университета, Юридической школы Колумбийского университета, Оксфордского университета.
Впервые заявила о себе на международной арене в 1999 году, выиграв серебряную медаль в распашных рулевых восьмёрках на юниорском мировом первенстве в Пловдиве. Год спустя на аналогичных соревнованиях в Загребе одержала победу в программе безрульных четвёрок.
Первого серьёзного успеха на взрослом международном уровне добилась в сезоне 2002 года, когда вошла в основной состав американской национальной сборной и побывала на чемпионате мира в Севилье, откуда привезла награду золотого достоинства, выигранную в восьмёрках.
В 2003 году в безрульных четвёрках победила на мировом первенстве в Милане.
Благодаря череде удачных выступлений удостоилась права защищать честь страны на летних Олимпийских играх 2004 года в Афинах. В составе восьмёрки, где присутствовали гребчихи Кейт Джонсон, Саманта Мэги, Меган Диркмат, Элисон Кокс, Лорел Корхольц, Анна Микельсон, Лианн Нельсон и рулевая Мэри Уиппл, показала в финале второй результат, отстав почти на две секунды от победившей команды Румынии, и таким образом стала серебряной олимпийской призёркой.
В 2005 году в рулевых четвёрках выиграла бронзовую медаль на этапе Кубка мира в Мюнхене, тогда как на мировом первенстве в Гифу финишировала в той же дисциплине пятой.
На чемпионате мира 2006 года в Итоне победила в восьмёрках.
В 2007 году в восьмёрках одержала победу на мировом первенстве в Мюнхене, став таким образом четырёхкратной чемпионкой мира по академической гребле.
Находясь в числе лидеров американской национальной сборной, благополучно прошла отбор на Олимпийские игры 2008 года в Пекине. Вместе с командой, куда также вошли гребчихи Элеанор Логан, Линдсей Шуп, Анна Гудейл, Анна Камминс, Сьюзан Франсия, Кэролайн Линд, Эрин Кафаро и рулевая Мэри Уиппл, одержала победу в восьмёрках, превзойдя шедшие рядом лодки из Нидерландов и Румынии почти на две секунды — тем самым завоевала золотую олимпийскую медаль.
После пекинской Олимпиады Дэвис осталась в составе гребной команды США на ещё один олимпийский цикл и продолжила принимать участие в крупнейших международных регатах. Так, в 2011 году она была лучшей в восьмёрках на этапе Кубка мира в Люцерне, в то время как на чемпионате мира в Бледе попасть в число призёров не смогла, квалифицировалась лишь в утешительный финал B.
Отметилась победой на этапе Кубка мира 2012 года в Люцерне и затем отправилась представлять страну на Олимпийских играх в Лондоне. В восьмёрках совместно с Элеанор Логан, Сьюзан Франсия, Эстер Лофгрен, Тейлор Ритцель, Меган Мусницки, Кэролайн Линд, Эрин Кафаро и рулевой Мэри Уиппл заняла первое место в финале, обогнав ближайших преследовательниц из Канады более чем на секунду, и добавила в послужной список ещё одну золотую олимпийскую медаль.
Впоследствии полностью посвятила себя юриспруденции, работала в юридической компании Goodwin Procter в Бостоне.